# Десантные катера на воздушной подушке типа LCAC
Десантные катера используются амфибийными силами США для транспортировки оборудования и войск морской пехоты с десантных кораблей на берег, а также для выполнения гуманитарных операций.
Десантные катера типа LCAC строились на замену десантных катеров LCM-8. По целому ряду качеств катера LCAC превосходят катера типа LCM-8, в том числе по максимальной грузоподъёмности, скорости и водоизмещению.
Разработка катеров на воздушной подушке LCAC началась в начале 1970-х годов. На стадии разработки было построено два опытных образца десантных катеров, JEFF A и JEFF B. Для серийного строительства был выбран последний прототип. Строительство первых 33 катеров типа LCAC осуществлялось в 1982—1986 финансовых годах, 15 катеров было построено в 1989 году, по 12 в 1990, 1991 и 1992 годах и 7 катеров в 1993 году. Первый катер на воздушной подушке класса LCAC был поставлен ВМС США в 1984 году. Начальная эксплуатационная готовность по катерам была достигнута в 1986 году. Последний катер, LCAC 91, был поставлен американскому Флоту в 2001 году.
В общей сложности был построен девяносто один катер LCAC, в том числе 15 катеров было построено компанией Avondale Gulfport Marine, а 76 — компанией Textron Marine and Land Systems.
Десантные катера LCAC могут эксплуатироваться на десантных кораблях типов «Тарава» (по одному катеру LCAC), «Уосп» (по 3 катера), «Анкоридж» (по 4), «Остин» (по 1), «Уидби Айленд» (по 4) и «Сан-Антонио» (по 2 катера LCAC).
Катера LCAC имеют носовую аппарель для погрузки/разгрузки грузов десанта и способны перевезти за 1 рейс с десантного корабля на берег до 68 тонн груза, или 1 основной боевой танк M1 «Абрамс» или 2 лёгких танка M41, или до 180 человек десанта. Носовая аппарель имеет длину 28, 8 футов.
Десантные катера на воздушной подушке типа LCAC способны производить десантирование на необорудованные берега в 70 % случаях.
Большинство из катеров прикреплены к боеготовым судам амфибийных эскадр. Десять находятся на пониженной боевой готовности, на двух ведутся научные исследования, и семь катеров используются как вспомогательные суда.